# Pojemność cieplna
Pojemność cieplna (oznaczana jako C, często z indeksami) – wielkość fizyczna, która charakteryzuje ilość ciepła, jaka jest niezbędna do zmiany temperatury ciała o jednostkę temperatury.
{\displaystyle C={\frac {\Delta Q}{\Delta T}},}
gdzie:
{\displaystyle \Delta Q} – zmiana ciepła,
{\displaystyle \Delta T} – zmiana temperatury.
W Międzynarodowym Układzie Jednostek Miar jednostką pojemności cieplnej jest dżul na kelwin
{\displaystyle [C]=\mathrm {\frac {J}{K}} .}
Wielkości pochodne obejmują:
- molową pojemność cieplną, która jest pojemnością cieplną na mol czystej substancji;
- właściwą pojemność cieplną (nazywaną poprawniej masową właściwą pojemnością cieplną, a mniej dokładnie ciepłem właściwym), która jest pojemnością cieplną na jednostkę masy ciała.

Wielkości te są wielkościami intensywnymi, co oznacza, że nie są uzależnione od ilości, ale od rodzaju materiału, jak i również warunków fizycznych ogrzewania.
Temperatura jest miarą średniej energii kinetycznej chaotycznego ruchu postępowego cząsteczek w materii. Ciepło jest przenoszeniem energii cieplnej; przepływa z obszarów o wyższej temperaturze do obszarów o niższej temperaturze. Energia termiczna jest przechowywana w postaci energii kinetycznej w przypadkowych ruchach postępowych w gazach jednoatomowych, a w cząsteczkach gazów wieloatomowych jako energia ich obrotu i wewnętrznych drgań. Dodatkowo część energii cieplnej może być przechowywana jako energia potencjalna oddziaływania cząsteczek, jak i oddziaływań wewnątrz cząsteczek. Ruch, obrót i dwa rodzaje energii w drgań (kinetyczna i potencjalna) reprezentują stopnie swobody ruchu, który w klasycznym opisie materii wnosi wkład do pojemności cieplnej układu termodynamicznego. Mechanika klasyczna nie wyjaśnia, dlaczego w niskich temperaturach wartości doświadczalne odpowiadają mniejszej liczbie stopni swobody, niż wynika to z teorii.
W mechanice kwantowej pewne z tych stopni swobody w danej temperaturze są niedostępne lub tylko częściowo dostępne dla przechowywania w nich energii cieplnej. Gdy temperatura zbliża się do zera bezwzględnego, pojemność cieplna układu również zbliża się do zera. Mechanika kwantowa może być używana do ilościowego przewidywania pojemnościowego ciepła właściwego w prostych układach termodynamicznych.

## Wiadomości podstawowe

### Rys historyczny
Przed rozwojem nowoczesnej termodynamiki, uważano, że ciepło jest płynem, tzw. kalorią. Ciała były w stanie utrzymać pewną ilość tego płynu, stąd nazwa pojemności cieplnej, użytą i pierwszy raz zbadaną przez Josepha Blacka w latach 50. XVIII wieku. Obecnie energię wewnętrzną traktuje się jako złożoną z mikroskopijnych energii kinetycznych i energii potencjalnej. Ciepło nie jest już płynem, jest energią na poziomie mikroskopowym.

### Wielkości ekstensywne i intensywne
Pojemność cieplna wskazuje, ile energii cieplnej {\displaystyle \Delta Q} ciało fizyczne może wchłonąć przy zmianie temperatury {\displaystyle \Delta T.} Odnosi się do konkretnego ciała, a nie podaje konkretnej ilości substancji lub składu ciała.
{\displaystyle C={\frac {\Delta Q}{\Delta T}}.}
Pojemność cieplna jest wielkością ekstensywną, co oznacza, że jej wartość w danych warunkach jest proporcjonalna do wielkości układu fizycznego. Próbka A zawierająca dwukrotnie więcej substancji niż w próbce B wymaga dwukrotnie większej ilości przeniesionego ciepła {\displaystyle (Q)} by osiągnąć tę samą zmianę temperatury {\displaystyle (\Delta T).}
Dla wielu celów doświadczalnych i teoretycznych wygodnie jest określać pojemność cieplną jako wielkość intensywną, jako wewnętrzną cechę konkretnej substancji. Najczęściej dokonuje się tego poprzez wyrażenie własności na jednostkę masy. W nauce i technice takie własności są często z prefiksem właściwa. Międzynarodowe standardy zalecają obecnie, że ciepło właściwe zawsze odnosi się do podziału przez masę.
Jeśli pojemność cieplna odnosi się do pewnej ilości substancji lub do objętości, rozróżnia się:
- ciepło właściwe {\displaystyle c,} pojemność cieplna na jednostkę masy, o jednostce układu SI {\displaystyle [c]=\mathrm {\tfrac {J}{kg\cdot K}} ,}
- molową pojemność cieplną {\displaystyle C_{\mathrm {mol} }} (nazywane także molowe ciepło właściwe), pojemność cieplna na mol substancji, która ma jednostki SI {\displaystyle [C_{\mathrm {mol} }]=\mathrm {\tfrac {J}{mol\cdot K}} ,}
- objętościowa pojemność cieplna {\displaystyle s,} pojemność cieplna na jednostkę objętości, która ma jednostki SI {\displaystyle [s]=\mathrm {\tfrac {J}{m^{3}\cdot K}} .}

### Metrologia
Ciepło w większości systemów nie jest stałe, ale zależy od stanu zmiennych badanego układu termodynamicznego. W szczególności zależy od temperatury, jak również ciśnienia i objętości układu. Stąd też mogą być prowadzone różne pomiary pojemności cieplnej, w większości przypadków przy stałym ciśnieniu i objętości. Wartości mierzone w ten sposób są zwykle oznaczane poprzez indeksy (p, V) w celu wskazania definicji. Dla gazów i cieczy pomiar jest najczęściej dokonywany przy stałej objętości. Pomiary pod stałym ciśnieniem dają większe wartości niż te pod stałą objętością, ponieważ wartości stałego ciśnienia zawierają, także ciepło, które jest użyte do wykonania pracy rozprężania substancji przeciwko stałemu ciśnieniu podczas wzrostu temperatury. Ta różnica jest szczególnie zauważalna w gazach, gdzie wartości pod stałym ciśnieniem są zazwyczaj 30–66,7% większe niż w stałej objętości.
Ciepła właściwe substancji zawierających cząsteczki (w odróżnieniu od jednoatomowych gazów) nie mają ustalonych stałych i w pewien sposób zależą od temperatury.
Przykłady częstych sposobów podawania ciepła właściwego:
- Woda (ciecz): cp = 4,1855 J/(g·K) (15 °C, 101 325 kPa),
- Woda (ciecz): CvH = 74,539 J/(mol·K) (25 °C).

Dla cieczy i gazów ważne jest aby wiedzieć, do jakiego ciśnienia odnosi się podana wartość pojemności cieplnej. W większości publikacji pojawia się ciśnienie standardowe. Międzynarodowa Unia Chemii Czystej i Stosowanej (IUPAC) w 1990 roku przyjęła, że ciśnienie w warunkach standardowych wynosi 1000 hPa (≈750 062 torów; do 1990 roku była przyjmowana wartość 1013 hPa).

### Jednostki zastępcze
Starszą jednostką ciepła jest kaloria, określona jako energia potrzebna do podniesienia temperatury jednego grama wody o jeden stopień, z 15 do 16 °C. Ciepło właściwe według tej skali wynosiłoby dokładnie 1 Cal/g K). Jednak, ze względu na zależność ciepła właściwego od temperatury, powstało wiele różnych definicji kalorii. Przez pewien okres rozpowszechniona była definicja kalorii (szczególnie w układzie CGS) określona w taki sposób, że ciepło właściwe wody będzie wynosić 1 cal/(g K), jednakże obecnie w większości dziedzin jednostka kaloria nie jest wykorzystywana. W krajach anglosaskich można spotkać inne jednostki oparte na jednostce masy – funt oraz ciepła – kalorii. Przykładem wartości takiej jednostki jest wartość ciepła właściwego wody wynoszące 1 BTU/(lb °F)

## Definicja pojemności cieplnej
Pojemność cieplna jest definiowana szczegółowiej jako wielkość różniczkowa, stosunek małej ilości ciepła δQ dodanej do ciała, odpowiada małemu wzrostowi jego temperatury, dT. Może być wyrażona, także w odniesieniu do zmiany jego entropii, S.
{\displaystyle C={\frac {\delta Q}{dT}}=T{\frac {dS}{dT}}.}
Dla układów termodynamicznych, które posiadają więcej niż jeden parametr stanu lub właściwość fizyczną, powyższa definicja nie daje pojedynczej, unikalnej wartości, chyba że nieskończenie mała droga procesu została określona poprzez przestrzeń fazową układu termodynamicznego, określając nie tylko zmiany temperatury, ale także zmiany ciśnienia i objętości, liczby cząstek oraz jakiejkolwiek powiązanej zmiennej makroskopowej w każdej części systemu, jeśli system jest czymś więcej niż prostą strukturą homogeniczną. Informacje te są wykorzystywane w celu uwzględnienia różnych sposobów, na jakie ciepło może być magazynowane jako energia kinetyczna (energia ruchów) i energia potencjalna (energia magazynowana w polach sił), jako że układy rozszerzają się bądź kurczą się. Dla wszystkich układów rzeczywistych droga tych zmian musi być ściśle określona, odkąd wartość pojemności cieplnej zależy od wyboru drogi z jednej temperatury do drugiej. Szczególną użyteczność, w tym kontekście, mają wartości pojemności cieplnej dla stałej objętości {\displaystyle C_{V}} i stałego ciśnienia {\displaystyle C_{P}.}

## Termodynamiczne zależności z energią wewnętrzną
Stan prostego, ściśliwego układu termodynamicznego o ustalonej masie może być opisany poprzez trzy parametry termodynamiczne; temperaturę {\displaystyle T,} ciśnienie p oraz objętość V, połączone razem w równanie stanu.
{\displaystyle f(T,p,V)=0.}
Energia wewnętrzna układu jest funkcją wyłącznie tych zmiennych stanu. Najbardziej mierzalne właściwości termodynamiczne są drugimi pochodnymi z potencjałów termodynamicznych. Jednakże ciepło właściwe może być definiowane jako pierwsza pochodna z energii wewnętrznej, jeśli potencjał jest rozwinięty w zmienne stanu {\displaystyle T,} {\displaystyle p} i {\displaystyle V.} Kiedy ciepło, {\displaystyle dQ,} jest wprowadzane do systemu, zmiana jego energii wewnętrznej {\displaystyle dU} wynosi:
{\displaystyle dU=dQ-pdV.}
Gdy proces jest przeprowadzany przy stałej objętości, tj. kiedy drugi składnik tego wyrażenia zanika, wyrażenie przybiera postać:
{\displaystyle \left({\frac {\delta Q}{\ dT}}\right)_{V}=\left({\frac {\partial U}{\partial T}}\right)_{V}=C_{V}.}
Jest to zdefiniowane jako pojemność cieplna przy stałej objętości.
Większość warunków eksperymentalnych, szczególnie dla faz skondensowanych, wymaga pracy przy stałym ciśnieniu, niż przy stałej objętości próbki, i dlatego objętość zmienia się kiedy ciepło jest wprowadzane do układu. Część ciepła jest zwracana do otoczenia w postaci pracy rozszerzanej próbki i zmiana energii wewnętrznej zostaje ograniczona. Odpowiadająca temu pojemność cieplna przy stałym ciśnieniu wynosi:
{\displaystyle C_{p}=\left({\frac {\delta Q}{\ dT}}\right)_{p}=\left({\frac {\partial U+p\partial V}{\partial T}}\right)_{p}.}
Wprowadza to entalpię, która jest definiowana jako:
{\displaystyle dH=dU+d(PV).}
Entalpia, jak energia wewnętrzna, jest kolejną funkcją stanu. Z równania na {\displaystyle dU} uprasza się do:
{\displaystyle dH=dQ+VdP,}
a więc przy stałym ciśnieniu otrzymujemy (jak powyżej, tylko inaczej zapisane):
{\displaystyle C_{p}=\left({\frac {\partial H}{\partial T}}\right)_{p}.}
Pojemność cieplna przy stałym ciśnieniu jest zmianą entalpii przy zmianie temperatury.

## Zależności pomiędzy pojemnościami cieplnymi
Mierzenie pojemności cieplnej przy stałej objętości dla ciał stałych i cieczy może być niezmiernie trudne. Spowodowane jest to tym, że mała zmiana temperatury wymaga zazwyczaj dużych ciśnień, aby utrzymać stałą objętość ciała stałego czy cieczy, co oznacza, że pojemnik je zawierający musi być praktycznie nieelastyczny lub co najmniej bardzo mocny (Zobacz także: współczynnik rozszerzalności, ściśliwość). Zamiast tego łatwiej jest zmierzyć pojemność cieplną przy stałym ciśnieniu (zachowanie materiału może być teraz dowolne) i obliczyć pojemność cieplną przy stałej objętości używając matematycznych zależności wyprowadzonych z podstawowych praw termodynamiki. Zaczynając od podstawowej zależności termodynamiki (dE = TdS – PdV) zależność może mieć postać:
{\displaystyle C_{p}-C_{V}=T\left({\frac {\partial p}{\partial T}}\right)_{V,N}\left({\frac {\partial V}{\partial T}}\right)_{p,N},}
gdzie odpowiednie pochodne cząstkowe są zadane przy stałej objętości i liczbie cząstek oraz przy stałym ciśnieniu i stałej liczbie cząstek. To także może zostać zapisane jako:
{\displaystyle C_{p}-C_{V}=VT{\frac {\alpha ^{2}}{\beta _{T}}},}
gdzie:
{\displaystyle \alpha } – współczynnik rozszerzalności,
{\displaystyle \beta _{T}} – ściśliwość izotermiczna.

### Gaz doskonały
Dla gazu doskonałego, wyznaczając powyższe pochodne cząstkowe zgodnie z równaniem stanu gazu doskonałego
{\displaystyle pV=nRT}
otrzymana zależność może zostać sprowadzona do
{\displaystyle C_{p}-C_{V}=nR,}
gdzie:
{\displaystyle n} – liczba moli gazu w rozpatrywanym układzie termodynamicznym,
{\displaystyle R} – stała gazowa.
Dzieląc przez {\displaystyle n,} równanie sprowadza się do zależności Mayera:
{\displaystyle C_{p,m}-C_{v,m}=R,}
gdzie {\displaystyle C_{p,m}} i {\displaystyle C_{v,m}} są wielkościami intensywnymi pojemności cieplnej w przeliczeniu na mole, odpowiednio przy stałym ciśnieniu i objętości.

### Ciepło właściwe
Ciepło właściwe ciała wyrażane na masę można zapisać w postaci:
{\displaystyle c={\frac {\partial C}{\partial m}},}
które przy braku przemiany fazowej równoważne jest do:
{\displaystyle c=E_{m}={\frac {C}{m}}={\frac {C}{\rho V}},}
gdzie:
{\displaystyle C} – pojemność cieplna ciała z danej substancji,
{\displaystyle m} – masa danego ciała,
{\displaystyle V} – objętość ciała,
{\displaystyle \rho ={\frac {m}{V}}} – gęstość substancji.
Dla gazów, jak i dla innych substancji pod wysokim ciśnieniem, istnieje potrzeba rozróżnienia pomiędzy różnymi warunkami brzegowymi rozważanego procesu (wartości znacznie różnią się w różnych warunkach). Typowym procesem, dla którego pojemność cieplna może zostać zdefiniowana może być proces izobaryczny (stałe ciśnienie {\displaystyle dp=0}) lub izochoryczny (stała pojemność, {\displaystyle dV=0}). Odpowiednie ciepła właściwe mogą być wyrażone jako:
{\displaystyle c_{p}=\left({\frac {\partial C}{\partial m}}\right)_{p},}
{\displaystyle c_{V}=\left({\frac {\partial C}{\partial m}}\right)_{V}.}
Wykorzystując wcześniejsze równania, dzieląc przez masę otrzymamy zależność:
{\displaystyle c_{p}-c_{V}={\frac {\alpha ^{2}T}{\rho \beta _{T}}}.}
Parametrem związanym z {\displaystyle c} jest {\displaystyle c_{V},} objętościowa pojemność cieplna. W praktyce technicznej, {\displaystyle c_{V}} dla ciał stałych i cieczy oznacza objętościową pojemność cieplną, raczej niż tę przy stałej objętości. W takich przypadkach, pojemność cieplna wyrażana na masę (ciepło właściwe) zapisywana jest z indeksem dolnym {\displaystyle m,} jako {\displaystyle c_{m}.} Z powyższych zależności, dla ciał stałych, wynika zapis:
{\displaystyle c_{m}={\frac {C}{m}}={\frac {c_{obj}}{\rho }}.}
Dla czystych, homogenicznych związków chemicznych, z ustaloną masą cząsteczkową lub molową, pojemność cieplna jako wielkość intensywna, może zostać wyrażona w molach zamiast w jednostkach masy, poprzez równania analogiczne do tych zawierających masę:
{\displaystyle C_{p,m}=\left({\frac {\partial C}{\partial n}}\right)_{p}} = ciepło molowe przy stałym ciśnieniu,
{\displaystyle C_{V,m}=\left({\frac {\partial C}{\partial n}}\right)_{V}} = ciepło molowe przy stałej objętości.
gdzie {\displaystyle n} jest liczbą moli w ciele lub układzie termodynamicznym. Do takich wielkości można odwoływać się jako do wielkości na mol, aby odróżnić je od wielkości wyrażonych na masę.

### Politropowa pojemność cieplna
Politropowa pojemność cieplna jest obliczana przy procesach, gdzie wszystkie własności termodynamiczne (ciśnienie, objętość, termodynamiczne) zmieniają się
{\displaystyle C_{i,m}=\left({\frac {\partial C}{\partial n}}\right)} = molowa pojemność cieplna w procesie politropowym

### Bezwymiarowa pojemność cieplna
Bezwymiarowa wartość pojemności cieplnej wyraża się wzorem:
{\displaystyle C^{*}={\frac {C}{nR}}={\frac {C}{Nk}},}
gdzie:
{\displaystyle C} – pojemność cieplna ciała [J/K],
{\displaystyle n} – liczba moli substancji w ciele [mol],
{\displaystyle R} – stała gazowa [J/(K·mol)],
{\displaystyle N} – liczba cząsteczek w ciele (bezwymiarowe),
{\displaystyle k} – stała Boltzmanna [J/(K·cząstka)].
Często, bezwymiarową pojemność cieplną, {\displaystyle C^{*}} wyraża się jako {\displaystyle {\hat {c}}} i jest ona bezpośrednio związana z liczbą stopni swobody przypadających na cząstkę. Jest to prawdziwe dla kwadratowych stopni swobodny, co wynika z zasady ekwipartycji energii.
Ogólnie rzecz biorąc, bezwymiarowa pojemność cieplna wiąże logarytmiczny wzrost temperatury do wzrostu bezwymiarowej entropii na cząsteczkę {\displaystyle S^{*}=S/Nk,} mierzone w natach
{\displaystyle C^{*}={\frac {dS^{*}}{d\ln T}}.}

### Pojemność cieplna w zerze bezwzględnym
Z definicji entropii:
{\displaystyle T\,dS=\delta Q}
bezwzględna entropia może być wyliczona przez całkowanie od temperatury 0 K do temperatury końcowej {\displaystyle T_{f}}
{\displaystyle S(T_{f})=\int _{T=0}^{T_{f}}{\frac {\delta Q}{T}}=\int _{0}^{T_{f}}{\frac {\delta Q}{dT}}{\frac {dT}{T}}=\int _{0}^{T_{f}}C(T)\,{\frac {dT}{T}}.}
W temperaturze zera bezwzględnego pojemność cieplna musi wynosić zero, żeby powyższa całka nie dała nieskończonego wyniku entropii bezwzględnej, co złamałoby trzecią zasadę termodynamiki. Jedną z zalet modelu Debye’a jest to, że (w odróżnieniu od poprzedzającego go modelu Einsteina) przewiduje właściwą matematyczną formę zbliżania się pojemności cieplnej do zera przy zbliżaniu się temperatury do zera bezwzględnego.

### Ujemna pojemność cieplna
Większość układów fizycznych wykazuje dodatnią pojemność cieplną. Mimo że na początku może wydawać się to paradoksalne, istnieją układy, dla których pojemność cieplna jest ujemna. Obejmuje to posiadające grawitację, takie jak gwiazdy, a czasami także w skali nano klastry kilkudziesięciu atomów, w pobliżu przejścia fazowego. Ujemna pojemność cieplna może dać w wyniku ujemną temperaturę.
Według twierdzenia wirialnego, dla ciał znajdujących się tylko we własnym polu grawitacyjnym, jak gwiazdy czy chmury gazu międzygwiezdnego, średnia energia potencjalna {\displaystyle U_{\text{Pot}}} i średnia energia kinetyczna {\displaystyle U_{\text{Kin}}} są ściśle powiązane z sobą zależnością:
{\displaystyle U_{\text{Pot}}=-2U_{\text{Kin}}.}
Dlatego energia całkowita {\displaystyle U(=U_{\text{Pot}}+U_{\text{Kin}})} spełnia równanie:
{\displaystyle U=-U_{\text{Kin}}.}
Jeśli układ traci energię, na przykład poprzez wypromieniowywanie energii w przestrzeń kosmiczną, średnia energia kinetyczna, a z tym średnia temperatura w rzeczywistości wzrasta. Dlatego można powiedzieć, że układ ma ujemną pojemność cieplną.
Bardziej skrajny przypadek zdarza się w przypadku czarnych dziur. Według termodynamiki czarnych dziur, im więcej masy i energii czarna dziura zaabsorbuje, tym staje się zimniejsza. Z drugiej strony, jeśli jest emiterem energii netto, poprzez promieniowanie Hawkinga, staje się coraz gorętsza, aż w końcu po prostu wyparuje.

## Teorie pojemności cieplnej

### Czynniki wplywające na pojemność cieplną

Cząsteczki podlegają różnym wewnętrznym wibracjom. Magazynowana energia potencjalna w tych wewnętrznych stopniach swobody wnosi wkład do zawartości energii w próbce, ale nie do jej temperatury. Więcej wewnętrznych stopni swobody na ogół zwiększa pojemność cieplną substancji, o ile temperatura jest na tyle wysoka, że przezwycięża efekty kwantowe.

Dla każdej danej substancji, pojemność cieplna ciała jest bezpośrednio proporcjonalna do ilości zawartej w nim substancji (mierzonej w przeliczeniu na masę, mole lub objętość). Podwojenie ilości substancji podwajania pojemność cieplną ciała itd.
Jednakże kiedy ten efekt jest skorygowany poprzez podzielenie ilości substancji w ciele, wynikowe ciepło właściwe jest funkcją struktury samej substancji. W szczególności zależny od liczby stopni swobody, które są obecne w cząsteczce substancji, z których każdy rodzaj swobody pozwala cząsteczkom substancji magazynować energię termiczną. Energia kinetyczna cząsteczek substancji jest jedną z wielu możliwych stopni swobody, które objawiają się jako zmiana temperatury, i stąd im większa jest liczba możliwych stopni swobody innych niż energia kinetyczna, tym będzie większe ciepło właściwe substancji. Ponadto efekty kwantowe wymagają, aby zawsze gdy energia jest magazynowana poprzez jakikolwiek mechanizm powiązany z układem, posiadającym określone stopnie swobody, musi magazynować ją w najmniejszych możliwych porcjach energii (w kwantach) lub nie może jej magazynować wcale. Takie efekty ograniczają całkowitą zdolność określonych stopni swobody do przechowywania energii, kiedy najmniejsze możliwe kwanty energii nie są obecne w odpowiedniej ilości przy średniej energii cząsteczek w danej temperaturze. Na ogół, z tego powodu, ciepła właściwe mają tendencję do spadku przy niższych temperaturach, gdzie średnia energia termiczna dostępna dla każdego stopnia swobody cząsteczki jest mniejsza i magazynowana energia cieplna zaczyna być ograniczona przez te efekty kwantowe. Ze względu na ten proces, gdy temperatura zbliża się do zera, pojemność cieplna również zbliża się do zera.

## Stopnie swobody
Cząsteczki są zupełnie różne od gazów jednoatomowych jak hel czy argon. W gazach jednoatomowych energia cieplna składa się wyłącznie z ruchów translacyjnych. Ruchy translacyjne są zwykłymi ruchami cząsteczki w trójwymiarowej przestrzeni, gdzie cząsteczki poruszają się i wymieniają między sobą energię w zderzeniach przypominających zderzenia gumowych kul w energicznie potrząsanym pojemniku. Te proste ruchy w trzech osiach przestrzeni; X, Y, Z oznaczają, że pojedyncze atomy mają trzy translacyjne stopnie swobody. Stopień swobody jest jakąkolwiek z form energii, w której może być przechowywane ciepło dostarczone ciału. Może być to kinetyczna energia translacyjna, kinetyczna energia rotacyjna czy inne formy takie jak energia potencjalna w drganiach swobodnych. Tylko trzy translacyjne stopnie swobody (odpowiadające trzem niezależnym kierunkom w przestrzeni trójwymiarowej) są dostępne dla atomów, bez względu na to czy są w postaci pojedynczych atomów czy związane z innymi w cząsteczce wieloatomowej.
Jeśli chodzi o obrót atomu wokół osi (znowu nie ma znaczenia czy atom jest związany czy wolny), jego energia rotacji jest proporcjonalna do momentu bezwładności atomu, która jest niezmiernie mała w porównaniu do momentu bezwładności grupy atomów. Spowodowane jest to tym, że niemal cała masa pojedynczego atomu jest zgromadzona w jego jądrze, które ma zbyt mały promień aby dało znaczący moment bezwładności. Natomiast, odstęp poziomów energii kwantowej dla ciał podlegających rotacji jest odwrotnie proporcjonalny do ich momentu bezwładności, stąd też odstępy te stają się bardzo duże dla ciał posiadających bardzo małe momenty bezwładności. Z tych powodów, w gazach jednoatomowych, wkład od rotacji atomów od ich osi w zasadzie wynosi zero, ponieważ odstępy energetyczne w odpowiednich poziomach kwantowych są zbyt duże, aby znaczące ilości energii cieplnej były przechowywane w układach rotacyjnych o tak małych momentach bezwładności. Z podobnych powodów, osiowa rotacja wokół wiązań łączących atomy dwuatomowego gazu (lub wzdłuż liniowej osi w jakiejkolwiek cząsteczce o liniowej budowie) również może być pominięta jako możliwy stopień swobody, ponieważ takie rotacje są bardzo podobne do rotacji pojedynczych atomów i występują wokół osi o momencie bezwładności zbyt małym, by mógł służyć do magazynowania energii cieplnej.
W cząsteczkach wieloatomowych inne tryby rotacji mogą uaktywniać się, z powodu znacznie wyższych momentów bezwładności na niektórych osiach, które nie pokrywają się z liniową osią cząsteczki liniowej. Te tryby zajmują miejsce pewnych translacyjnych stopni swobody dla pojedynczych atomów, ponieważ atomy poruszają się w przestrzeni trójwymiarowej, gdy cząsteczka obraca się. Wąskie kwantowe, mechanicznie określone, odstępy energetyczne pomiędzy stanami rotacyjnymi wynikają z sytuacji, gdy atomy obracają się wokół osi, która ich nie łączy, i tym samym tworzą zespół, który ma duży moment bezwładności. Te małe różnice między poziomami energetycznymi pozwalają energii kinetycznej tego typu ruchów rotacyjnych przechowywać energię cieplną przy temperaturze panującej w otoczeniu. Ponadto (chociaż zazwyczaj przy wyższych temperaturach niż te, w których możliwe magazynowanie ciepła w ruchu rotacyjnym) wewnętrzne wibracyjne stopnie swobody mogą stać się aktywne (wibracje również są typem translacji, z punktu widzenia każdego z atomów). W skrócie, cząsteczki są obiektami złożonymi z określoną liczbą atomów, które mogą poruszać się w cząsteczce na wiele sposobów, a każdy z tych sposobów poruszania się może przechowywać energię, jeśli temperatura jest wystarczająca.
Pojemność cieplna cząsteczek nie przekracza pojemności cieplnej gazów jednoatomowych o ile ruchy wibracyjne są bardzo małe. Powodem tego jest to, że stany wibracyjne pozwalają na przechowywanie energii jako energii potencjalnej w międzyatomowych wiązaniach w cząsteczce, które nie są dostępne w gazach jednoatomowych. Do dwóch razy więcej energii (wyrażając na atom) na jednostkę wzrostu temperatury może być przechowywane w ciele stałym niż w jednoatomowym gazie, dzięki mechanizmowi przechowywania energii w wiązaniach międzyatomowych.
Jednakże efekty kwantowe znacząco wpływają na rzeczywisty stosunek w niższych temperaturach, szczególnie w ciałach stałych zawierających lekkie i ściśle upakowane atomy (np. beryl). Mniejsze gazy wieloatomowe przechowują pośrednie ilości energii, dając im pojemność cieplną na atom, która jest pomiędzy pojemnością cieplną jednoatomowych gazów (3/2 {\displaystyle R,} gdzie {\displaystyle R} to stała gazowa), a maksimum w pełni wzbudzonych ciał stałych (3 R na mol). Dla gazów, pojemność cieplna nigdy nie spada poniżej minimum 3/2 {\displaystyle R} na mol, ponieważ energia kinetyczna cząsteczek gazu zawsze jest w stanie pomieścić tę ilość energii cieplnej. Jednak, w przypadku niskich temperatur, w ciałach stałych pojemność cieplna spada do zera w miarę zbliżania się temperatury do zera absolutnego.

## Przykład zależności ciepła właściwego od temperatury w dwuatomowych gazach
By zobrazować znaczenie różnych stopni swobody w przechowywaniu ciepła, można rozważyć cząsteczkę azotu, będącą cząsteczką dwuatomową, która posiada w temperaturze pokojowej pięć aktywnych stopni swobody: trzy będące ruchami translacyjnymi plus dwa stopnie swobody rotacji wewnętrznej. Pomimo że stałoobjętościowa molowa pojemność cieplna azotu w tej temperaturze to 5/3 gazu jednoatomowego, to w wyrażeniu na mol atomów, jest to już 5/6 tej pojemności cieplnej gazu jednoatomowego. Powodem tego jest utrata stopnia swobody na skutek wiązania, które nie pozwala na przechowywanie energii cieplnej. Dwa oddzielne atomy azotu posiadałyby łącznie sześć stopni swobody – po trzy translacyjne stopnie swobody na każdy z atomów. Gdy atomy są związane z sobą, cząsteczka nadal będzie posiadała tylko trzy translacyjne stopnie swobody dlatego, że dwa atomy w cząsteczce poruszają się jak jeden. Jednakże cząsteczka nie może być traktowana jako obiekt punktowy i moment bezwładności wzrasta odpowiednio o dwie osie, co pozwala na to, że w temperaturze pokojowej są aktywne dwa rotacyjne stopnie swobody, dając łącznie pięć stopni swobody. Moment bezwładności wokół trzeciej osi pozostaje niewielki, jako że jest to oś przechodząca przez środki dwóch atomów, dlatego też jest podobnie małym momentem bezwładności do tego dla atomów gazów jednoatomowych. Zatem ten stopień swobody nie przechowuje ciepła i nie wnosi wkładu do pojemności cieplnej azotu. Pojemność cieplna na atom dla azotu jest mniejsza niż dla gazu jednoatomowego, tak długo jak temperatura pozostaje na tyle niska, że nie zostają aktywowane wibracyjne stopnie swobody.
Niemniej jednak, gazowy azot, w wyższych temperaturach zdobywa dodatkowe dwa wewnętrzne stopnie swobody, gdy cząsteczka zostaje wzbudzona do wyższych stanów oscylacyjnych, które przechowują energię cieplną. W tym przypadku wiązanie wnosi wkład w pojemność cieplną, i wnosi większy wkład niż w przypadku gdyby atomy nie były związane ze sobą. Z pełnym wzbudzeniem cieplnym wibracji wiązania, pojemność cieplna na objętość lub na mol cząsteczek zbliża się do 7/3 wartości pojemności gazu jednoatomowego lub 7/6 gazu jednoatomowego wyrażanego w molach atomów. W tym przypadku jest to wyższa pojemność cieplna na atom, niż w formie jednoatomowej, ponieważ stan wibracyjny umożliwia dodatkowy stopień swobody energii potencjalnej na parę atomów, czego jednoatomowe gazy nie mogą posiadać.
Jednak, nawet przy tych wysokich temperaturach, kiedy gazowy azot przechowuje na jeden atom 7/6 energii jednoatomowego gazu (sprawiając to bardziej wydajnym przechowywaniem energii w podejściu atomowym), wciąż przechowuje na jeden atom tylko 7/12 maksymalnej pojemności cieplnej ciała stałego, co oznacza, że w podejściu atomowym (rozpatrując pojedyncze atomy), nie jest to tak wydajne jak może być ciało stałe. Spowodowane jest to tym, że potencjalne wiązania, które mogą przechowywać energię potencjalną w gazowym azocie (w przeciwieństwie do stałego azotu) nie istnieją, ponieważ tylko jeden z wymiarów przestrzennych dla każdego z atomu azotu, oferuje wiązanie, w którym może być przechowywana energia potencjalna, bez zwiększania energii potencjalnej atomu. W ogólnym przypadku, ciała stałe są bardziej wydajne, w podejściu atomowym, w przechowywaniu energii cieplnej (to znaczy, że ciała stałe posiadają najwyższą pojemność cieplną na atom lub na mol atomów).

## Na mol...

### Na mol cząsteczek
Kiedy ciepło właściwe, c, substancji jest mierzone (małe c oznacza, że jednostka wielkości jest wyrażana w jednostkach masy) różne wartości wynikają stąd, że różne substancje mają różne masy cząsteczkowe. W ciałach stałych energia cieplna wynika z liczby atomów, które drgają. „Molowa” pojemność cieplna na mol cząsteczek, gazów czy ciał stałych, daje wartości dowolnie duże, jako że cząsteczki mogą być dowolnie duże. Takie pojemności cieplne nie są zatem wartościami intensywnymi ponieważ ilość masy w cząsteczce może być praktycznie zwiększana bez limitu.

### Na mol atomów
Odwrotnie, dla substancji cząsteczkowych (które także absorbują ciepło w ich wewnętrzne stopnie swobody), masywnych, złożonych cząsteczek z wysokiej liczby atomowej – jak oktan – mogą magazynować duże ilości energii na mol, będąc przy tym niczym szczególnym wyrażając na jednostkę masy lub „na atom”. Wynika to z tego, że w układach w pełni wzbudzonych, ciepło jest przechowywane niezależnie przez każdy atom w substancji, a nie przede wszystkim przez ogólny ruch cząsteczki.
Stąd, jest to pojemność cieplna na mol atomów, nie na mol cząsteczek, co jest wielkością intensywną i zbliża się do bycia stałą dla wszystkich substancji w wysokich temperaturach. Ta zależność została ujęta empirycznie w 1819 i została nazwana prawem Dulonga-Petita, na cześć jego dwóch odkrywców. Historycznie fakt, że ciepła właściwe są w przybliżeniu równe, gdy zostały skorygowane o przewidywane masy atomów w ciałach stałych, był ważnym argumentem na rzecz atomowej teorii materii.
Z powodu powiązania pojemności cieplnej z liczbą atomów, należy zadbać by określić wyrażenie „na mol cząsteczek” czy „na mol atomów”, kiedy porównuje się ciepła właściwe cząsteczkowych ciał stałych i gazów. Gazy doskonałe posiadają tę samą liczbę cząsteczek na objętość, więc zwiększanie złożoności cząsteczkowej dodaje pojemności cieplnej na objętość i na mol cząsteczek, ale może obniżyć lub podnieść pojemność cieplną wyrażaną na atom, w zależności od tego czy temperatura jest wystarczająca by magazynować energię jako wibracje atomowe.
W ciałach stałych, ilościowa granica pojemności cieplnej ogólnie wynosi około 3R na mol atomów, gdzie R oznacza stałą gazową. Ta wartość 3R to około 24,9 dżul/K•mol. Sześć stopni swobody (trzy kinetyczne i trzy potencjalne) są dostępne dla każdego atomu. Każdy z tych sześciu stopni swobody wnosi 1/2 R pojemności cieplnej na mol atomów. Ten limit pojemności cieplnej 3R na mol jest osiągany dla większości ciał stałych w temperaturze pokojowej, o znaczących odstępstwach od reguły w tej temperaturze dla ciał złożonych z najlżejszych atomów, które są związane bardzo silnie, tak jak dla berylu (gdzie wartość pojemności cieplnej to tylko 66% 3R) czy diamentu (gdzie wartość pojemności cieplnej to tylko 24% 3R). Te duże odchylenia są na skutek efektów kwantowych, które zapobiegają pełnemu rozkładowi ciepła na wszystkie tryby wibracji, kiedy różnice energii pomiędzy kwantowymi stanami oscylacyjnymi są bardzo duże w porównaniu do średniej energii dostępnej dla każdego atomu w temperaturze pokojowej.
Dla gazów jednoatomowych, ciepło właściwe jest tylko połową 3R na mol (tj. 3/2 R na mol) na skutek utraty wszystkich potencjalnych stopni swobody w tych gazach. Dla gazów wieloatomowych pojemność cieplna będzie pośrednia pomiędzy wartościami „na mol atomów” i (dla cząsteczek termostabilnych) będzie zbliżać się do granicy 3R na mol atomów, dla gazów złożonych z bardziej skomplikowanych cząsteczek, a przy wyższych temperaturach, przy których wszystkie tryby oscylacyjne przyjmują energię wzbudzenia. Jest to wynikiem tego, że bardzo duże i złożone cząsteczki gazu mogą być uważane za względnie duże bloki ciała stałego, które straciło względnie małą część stopni swobody, w porównaniu do w pełni złączonego ciała stałego.

## Wnioski z rozważań dla ciał stałych (objętościowe ciepło właściwe)
Ponieważ średnia gęstość stałego pierwiastka chemicznego jest silnie związana z jego masa molową, stąd istnieje zauważalna odwrotna współzależność pomiędzy gęstością ciała stałego a jego ciepłem właściwym wyrażanym na masę. Wynika to z bardzo przybliżonej tendencji atomów większości pierwiastków być w przybliżeniu tej samej wielkości, pomimo znacznie większych różnic w gęstości i masie atomowej. Te dwa czynniki (stałość objętości atomowej i stałość molowego ciepła właściwego) skutkują w dobrej korelacji pomiędzy objętością danego pierwiastka a jego całkowitą pojemnością cieplną. Innym sposobem wyrażenia tego jest to, że objętościowe ciepło właściwe pierwiastków w postaci stałej, w przybliżeniu jest stałe. Objętość molowa stałych pierwiastków jest bardzo przybliżoną stałą i (jeszcze bardziej wiarygodne) także molowa pojemność cieplna dla większości stałych substancji. Na przykład pierwiastek uran jest metalem, który posiada gęstość około 36-krotnie większą niż lit, ale ciepło właściwe uranu wyrażane na objętość (tj. na daną objętość metalu) jest tylko 18% większe niż litu.
Ponieważ objętościowe następstwo prawa Dulonga-Petita zależności ciepła właściwego wymaga, aby atomy wszystkich pierwiastków zajmowały (średnio) tę samą objętość w ciele stałym, stąd też istnieje wiele odstępstw od tego, w większości spowodowane różnicami w wielkości atomów. Na przykład arsen, który tylko o 14,5% ma mniejszą gęstość niż antymon, ma niemal o 59% większe ciepło właściwe na jednostkę masy. Innymi słowy; nawet jeżeli sztabka arsenu jest o około 15% większa niż sztabka antymonu o tej samej masie to absorbuje około 59% więcej ciepła dla danego wzrostu temperatury. Stosunek pojemności cieplnej dwóch substancji niemal pokrywa się ze stosunkiem ich mas molowych (stosunek liczby atomów w tej samej objętości każdej z substancji); odchylenie od współzależności w objętościach dla tego przypadku jest wynikiem lżejszych atomów arsenu będących znacząco ściślej upakowanymi niż atomy antymonu, a nie podobnej wielkości. Podobnej wielkości atomy spowodowałyby, że mol arsenu byłby o 63% większy w objętości niż mol antymonu, z odpowiednio mniejszą gęstością, co spowodowałoby, że jego objętość bliżej odzwierciedlałaby jego pojemność cieplną.

## Inne czynniki

### Wiązania wodorowe
Polarne cząsteczki zawierające wodór, tak jak etanol, amoniak i woda posiadają silne, międzycząsteczkowe wiązania wodorowe, kiedy te substancje są w postaci ciekłej. Te wiązania dają kolejne miejsce, gdzie ciepło może być przechowywane jako energia potencjalna oscylacji, nawet przy stosunkowo niskich temperaturach. Wiązania wodorowe odpowiadają za to, że woda magazynuje niemal teoretyczną granicę ciepła 3R na mol atomów, nawet przy względnie niskich temperaturach (tj. pobliże punktu zamarzania wody).

### Zanieczyszczenia
W przypadku stopów, istnieje kilka warunków, w których małe ilości zanieczyszczeń mogą znacząco wpływać na ciepło właściwe. Stopy mogą wykazywać widoczne różnice w zachowaniu, nawet w przypadku małych ilości zanieczyszczeń jednego ze składników stopu; na przykład zanieczyszczenia w półprzewodnikowych stopach ferromagnetycznych może prowadzić do znacznych różnic we właściwościach ciepła właściwego.

## Prosty przypadek gazu jednoatomowego
W przypadku jednoatomowego gazu, takiego jak hel pod stałym ciśnieniem, jeśli zakłada się, że nie zachodzą żadne wzbudzenia, to każdy atom gazu posiada tylko trzy stopnie swobody, wszystkie typu translacyjnego. Brak jest zależności energii ze stopniami swobody, które określają położenie atomów. Chociaż, w istocie, stopnie swobody odpowiadające pędom są kwadratowe, a tym samym wnoszą wkład do pojemności cieplnej. Jest {\displaystyle N} atomów, każdy o trzech składowych pędu, co prowadzi do 3N całkowitej liczby stopni swobody. To daje:
{\displaystyle C_{V}=\left({\frac {\partial U}{\partial T}}\right)_{V}={\frac {3}{2}}N\,k_{B}={\frac {3}{2}}n\,R,}
{\displaystyle C_{V,m}={\frac {C_{V}}{n}}={\frac {3}{2}}R,}
gdzie:
{\displaystyle C_{V}} – pojemność cieplna przy stałej objętości gazu,
{\displaystyle C_{V,m}} – molowa pojemność cieplna przy stałej objętości gazu,
{\displaystyle N} – całkowita liczba atomów gazu w pojemniku,
{\displaystyle n} – liczba moli atomów obecnych w pojemniku ({\displaystyle n} jest stosunkiem N i liczby Avogadro),
{\displaystyle R} – stała gazowa (8,314570[70] J/(mol·K)); {\displaystyle R} jest równa wynikowi mnożenia stałej Boltzmana {\displaystyle k_{B}} z liczbą Avogadra.
Poniższa tabela pokazuje eksperymentalne pomiary molowej pojemności cieplnej przy stałej objętości wykonane dla każdego jednoatomowego gazu szlachetnego (w warunkach 1 atm i 25 °C):
| Jednoatomowy gaz | CV, m (J/(mol·K)) | CV, m/R |
| ---------------- | ----------------- | ------- |
| He               | 12,5              | 1,50    |
| Ne               | 12,5              | 1,50    |
| Ar               | 12,5              | 1,50    |
| Kr               | 12,5              | 1,50    |
| Xe               | 12,5              | 1,50    |

Jak wynika z tabeli, eksperymentalne pojemności cieplne jednoatomowych gazów szlachetnych w bardzo wysokim stopniu zgadzają się z tym prostym zastosowaniem mechaniki statystycznej.
Molowa pojemność cieplna gazu jednoatomowego przy stałym ciśnieniu wynosi:
{\displaystyle C_{p,m}=C_{V,m}+R={\frac {5}{2}}R.}

## Gaz dwuatomowy
W nieco bardziej złożonym przypadku dwuatomowych cząsteczek gazu doskonałego, obecność wewnętrznych stopni swobody jest oczywista. W dodatku do trzech translacyjnych stopni swobody istnieją tutaj rotacyjne i oscylacyjne stopnie swobody. Ogólnie, liczba stopni swobody, {\displaystyle f,} w cząsteczce o {\displaystyle n_{a}} atomów wynosi {\displaystyle 3n_{a}{:}}
{\displaystyle f=3n_{a}.}
Matematycznie, istnieją trzy rotacyjne stopnie swobody, jeden przypadający na rotacje każdej z osi przestrzeni trójwymiarowej. Jednakże w praktyce będzie rozważane istnienie tylko dwóch rotacyjnych stopni swobody w cząsteczce liniowej. To przybliżenie jest słuszne ponieważ moment bezwładności na osi pomiędzy jądrami atomów jest znikomo mały w porównaniu do innych momentów bezwładności w cząsteczce (wynika to z bardzo małych promieni jąder atomowych, w porównaniu do odległości pomiędzy nimi). Można wykazać, że odstęp pomiędzy kolejnymi rotacyjnymi stanami własnymi energii jest odwrotnie proporcjonalny do momentu bezwładności na tej osi. Ponieważ moment bezwładności na osi między jądrami jest znikomo mały w stosunku do pozostałych dwóch osi rotacyjnych, to odstępy energetyczne mogą być uważane za tak duże, że dopóki nie występuje wzbudzenie stanów rotacyjnych, dopóty temperatura nie będzie bardzo wysoka. Można łatwo wyliczyć spodziewaną liczbę oscylacyjnych stopni swobody (lub trybów oscylacji). Istnieją trzy translacyjne stopnie swobody i dwa rotacyjne stopnie swobody, stąd:
{\displaystyle f_{\mathrm {osc} }=f-f_{\mathrm {trans} }-f_{\mathrm {rot} }=6-3-2=1.}
Każdy rotacyjny i translacyjny stopień swobody będzie wnosić {\displaystyle R/2} wkładu w całkowitą molową pojemność gazu. Jednakże każdy oscylacyjny stopień swobody będzie wnosić {\displaystyle R} do całkowitej molowej pojemności cieplnej gazu. Jest to spowodowane tym, że na każde oscylacje przypada składowa energii potencjalnej i kinetycznej. Obie składowe będą wnosić {\displaystyle R/2} wkładu do całkowitej molowej pojemności cieplnej gazu. Stąd też, dwuatomowa cząsteczka będzie posiadała molową pojemność cieplną w stałej objętości równą:
{\displaystyle C_{V,m}={\frac {3R}{2}}+R+R={\frac {7R}{2}}=3{,}5R,}
gdzie człony równania pochodzą odpowiednio od translacyjnych, rotacyjnych i oscylacyjnych stopni swobody.
Poniżej znajduje się tabela pewnych molowych pojemności cieplnych przy stałej objętości różnych dwuatomowych gazów w temperaturze standardowej (25 °C = 298 K)
| Gaz dwuatomowy | CV, m (J/(mol·K)) | CV, m / R |
| -------------- | ----------------- | --------- |
| H2             | 20,18             | 2,427     |
| CO             | 20,2              | 2,43      |
| N2             | 19,9              | 2,39      |
| Cl2            | 24,1              | 3,06      |
| Br2 (vapour)   | 28,2              | 3,39      |

W tabeli tej widoczna jest niezgodność z powyższą teorią. Wszystkie zbadane gazy dwuatomowe posiadają pojemności cieplne, które są niższe od tych przewidzianych przez zasadę ekwipartycji energii, z wyjątkiem Br2. Jednak, gdy składowe atomy stają się cięższe, ich pojemności cieplne zbliżają się do oczekiwanych wartości. Jedną z przyczyn tego zjawiska jest kwantyzacja stanów oscylacyjnych, a w mniejszym stopniu stanów rotacyjnych. W rzeczywistości, jeśli zakłada się, że cząsteczki pozostają w stanie o najniższej energii wibracyjnej ponieważ odległości między poziomami energetycznymi drgań są duże, to przewidywana molowa pojemność cieplna przy stałej objętości dla gazów dwuatomowych okazuje się być złożoną tylko z wkładów translacyjnych i rotacyjnych:
{\displaystyle C_{V,m}={\frac {3R}{2}}+R={\frac {5R}{2}}=2{,}5R,}
co jest dość blisko przybliżenia pojemności cieplnych dla lżejszych cząsteczek w powyższej tabeli. Jeśli zostanie zrobione przybliżenie kwantowego oscylatora harmonicznego, okazuje się, że odstępy energetyczne kwantowych poziomów oscylacyjnych są w rzeczywistości odwrotnie proporcjonalne do pierwiastka kwadratowego masy zredukowanej atomów wchodzących w skład dwuatomowej cząsteczki. Dlatego też, w przypadku cięższych cząsteczek dwuatomowych, takich jak chlor czy brom, odstępy energetyczne między poziomami oscylacji kwantowych stają się mniejsze, co pozwala na więcej wzbudzeń na wyższych poziomach oscylacyjnych przy niższych temperaturach. To ograniczenie w magazynowaniu pojemności cieplnej w stanach oscylacyjnych, jak wspomniano powyżej, wynosi 7"R”/2 = 3,5 R na mol, co jest dość zgodne ze zmierzoną wartością dla Br2 w temperaturze pokojowej. Gdy temperatura wzrasta, wszystkie dwuatomowe gazy zbliżają się do tej wartości.

## Ogólna faza gazowa
Ciepło właściwe gazu jest najlepiej określone w zakresie stopni swobody pojedynczej cząsteczki. Różne stopnie swobody odpowiadają różnym sposobom na jakie cząsteczka może przechowywać energię. Cząsteczka może magazynować energię w swoim ruchu translacyjnym według wzoru:
{\displaystyle E={\frac {1}{2}}\,m\left(v_{x}^{2}+v_{y}^{2}+v_{z}^{2}\right),}
gdzie:
{\displaystyle m} – masa cząsteczki,
{\displaystyle [v_{x},v_{y},v_{z}]} – prędkość środka ciężkości cząsteczki.
Każdy kierunek ruchu stanowi stopień swobody, więc istnieją trzy stopnie swobody.
Dodatkowo cząsteczka może posiadać ruch rotacyjny. Energia kinetyczna ruchu rotacyjnego ogólnie jest wyrażana wzorem:
{\displaystyle E={\frac {1}{2}}\,\left(I_{1}\omega _{1}^{2}+I_{2}\omega _{2}^{2}+I_{3}\omega _{3}^{2}\right),}
gdzie:
{\displaystyle I} – tensor momentu bezwładności cząsteczki,
{\displaystyle [\omega _{1},\omega _{2},\omega _{3}]} – pseudowektor prędkości kątowej (w układzie współrzędnych ustawione wraz z liniami osi głównych cząsteczki).
W ogóle, będą trzy dodatkowe stopnie swobody odpowiadające ruchowi rotacyjnemu cząsteczki (dla cząsteczek liniowych jeden stopień swobody zanika i są w tych cząsteczkach tylko dwa rotacyjne stopnie swobody). Stopnie swobody związane z translacjami i rotacjami są nazywane sztywnymi stopniami swobody, ponieważ nie pociągają z sobą żadnej deformacji cząsteczki.
Ruchy atomów w cząsteczce, które nie są częścią całkowitego jej całkowitego ruchu translacyjnego lub rotacyjnego mogą być zaliczane do ruchów oscylacyjnych (drgań). Można wykazać, że jeśli jest {\displaystyle n} atomów w cząsteczce, będzie {\displaystyle v=3n-3-n_{r}}  oscylacyjnych stopni swobody, gdzie {\displaystyle n_{r}} to liczba rotacyjnych stopni swobody. Oscylacyjny stopień swobody odpowiada szczególnemu sposobowi na jaki wszystkie atomy cząsteczki mogą drgać. Rzeczywista liczba możliwych oscylacji może być mniejsza niż ta maksymalna, z powodu różnych istnienia symetrii w cząsteczce.
Na przykład trójatomowy tlenek azotu(I) N2O będzie posiadać tylko dwa rotacyjne stopnie swobody (ponieważ jest to cząsteczka liniowa) i zawierać n=3 atomów; stąd liczba możliwych oscylacyjnych stopni swobody będzie wynosić {\displaystyle v=(3\cdot 3)-3-2=4.}
Są cztery sposoby lub „mody” w jaki atomy mogą wibrować:
- mod, w którym atom na każdym z końców cząsteczki w tym samym czasie porusza się od lub w kierunku do środkowego atomu cząsteczki,
- mod, w którym jeden z końcowych atomów porusza się asynchronicznie, w stosunku do dwóch pozostałych atomów,
- dwa mody, w których cząsteczka wygina się w stosunku do osi głównej cząsteczki, w dwóch kierunkach, które są prostopadłe do osi.

Każdy oscylacyjny stopień swobody daje dwa stopnie swobody, ponieważ oscylacyjny mod energii dzieli się na mod kinetyczny i potencjalny. Da to tlenkowi azotu 3 translacyjne, 2 rotacyjne i 4 mody oscylacyjne (chociaż te ostatnie dają 8 oscylacyjnych stopni swobody), w których może być przechowywana energia. Całkowicie jest to {\displaystyle f} = 3+2+8 = 13 magazynujących energię stopni swobody cząsteczki N2O.
Dla cząsteczki posiadającej ugięcie, takiej jak woda H2O, podobne wyliczenia dają 9-3-3 = 3 modów oscylacji, 3 translacyjne, 3 rotacyjne i 6 oscylacyjne stopnie swobody, co łącznie daje cząsteczce wody 12 stopni swobody.
|                  | {\displaystyle C_{V}}                 | {\displaystyle C_{p}}                 | {\displaystyle \kappa ={\frac {C_{p}}{C_{v}}}}     |
| ---------------- | ------------------------------------- | ------------------------------------- | -------------------------------------------------- |
| gaz jednoatomowy | {\displaystyle {\frac {3}{2}}\cdot R} | {\displaystyle {\frac {5}{2}}\cdot R} | {\displaystyle {\frac {5}{3}}=1{,}{\overline {6}}} |
| gaz dwuatomowy   | {\displaystyle {\frac {5}{2}}\cdot R} | {\displaystyle {\frac {7}{2}}\cdot R} | {\displaystyle {\frac {7}{5}}=1{,}4}               |
| gaz trójatomowy  | {\displaystyle {\frac {6}{2}}\cdot R} | {\displaystyle {\frac {8}{2}}\cdot R} | {\displaystyle {\frac {4}{3}}=1{,}{\overline {3}}} |

## Magazynowanie energii w stopniach swobody
Jeśli cząsteczka może być całkowicie opisana przez mechanikę klasyczną, to twierdzenie ekwipartycji energii może być użyte do przewidzenia, że każdy stopień swobody będzie posiadać średnią energię w ilości (1/2)kT, gdzie {\displaystyle k} oznacza stałą Boltzmanna, a {\displaystyle T} – temperaturę. Wyznaczenie pojemności cieplnej przy stałej pojemności będzie bezpośrednie. Każda cząsteczka będzie posiadać średnią energię (f/2)kT, gdzie {\displaystyle f} to całkowita liczba stopni swobody w cząsteczce. Całkowita wewnętrzna energia gazu będzie wynosić (f/2)NkT, gdzie {\displaystyle N} to całkowita liczba cząsteczek. Pojemność cieplna (przy stałej objętości) będzie wtedy miała stałą wartość (f/2)Nk, molowe ciepło właściwe będzie wyrażało się poprzez (f/2)R (należy pamiętać, że Nk=R), a bezwymiarowa pojemność cieplna będzie to po prostu f/2. Tutaj znowu, każdy oscylacyjny stopień swobody wnosi 2f. Stąd, mol tlenku azotu będzie miał według tego wyliczenia całkowitą pojemność cieplną przy stałej objętości równą (13/2)R.
W skrócie, molowa pojemność cieplna (molowe ciepło właściwe) gazu doskonałego o {\displaystyle f} stopniach swobody jest wyrażone wzorem:
{\displaystyle C_{V,m}={\frac {f}{2}}R.}
To równanie sprawdza się do wszystkich gazów wieloatomowych, o ile znana jest liczba stopni swobody.
Stałociśnieniowa pojemność cieplna dla każdego gazu przekroczy tę wartość o dodatkowy czynnik R (patrz równanie Mayera powyżej). Na przykład Cp będzie wynosiło całkowicie 15/2 R/mol dla tlenku azotu.

## Efekt kwantowych poziomów energetycznych
Jednakże różne stopnie swobody, na ogół, nie mogą być uważane za posłuszne prawom mechaniki klasycznej. Klasycznie, przypuszcza się, że energia znajdująca się w każdym stopniu swobody jest ciągła i w zależności od temperatury może przybierać dowolną dodatnią wartość. W rzeczywistości, ilość energii, która może znajdować się w określonym stopniu swobody jest skwantowana; może być zwiększana lub zmniejszana w skończonych wartościach. Dobrym przybliżeniem tej minimalnej ilości energii jest energia pierwszego stanu pierwszego tego stopnia swobody, będącego powyżej swojego stanu podstawowego. Na przykład pierwszy stan oscylacyjny cząsteczki chlorowodoru (HCl) ma energię około 5,74 × 10−20 dżula. Jeśli ta energia byłaby zmagazynowana w klasycznym stopniu swobody to odpowiadałoby to temperaturze około 4156 K.
Jeśli temperatura substancji jest na tyle niska, że ekwipartycja energii (1/2)kT jest znacznie mniejsza niż jej energia wzbudzenia, to w danym stopniu swobody będzie jej bardzo mało lub w ogóle. O takim stopniu swobody mówi się, że jest „zamrożony”. Jak wspomniano powyżej, temperatura odpowiadająca pierwszemu stanowi wzbudzonemu HCl wynosi około 4156 K. Dla temperatur znacznie poniżej tej granicy oscylacyjne stopnie swobody cząsteczki HCl będą zamrożone. Będą posiadały bardzo mało energii i nie będą wnosiły energii cieplnej czy pojemności cieplnej do gazowego HCl.

## Temperatury „rozmarzania”
Można zauważyć, że dla każdego stopnia swobody istnieje temperatura krytyczna, w której stopień swobody „rozmarza” i zaczyna przyjmować energię w sposób klasyczny. W przypadku translacyjnych stopni swobody, ta temperatura krytyczna to temperatura, w której termiczna długość fali de Broglie’a cząsteczki jest w przybliżeniu równa wielkości pojemnika. Dla pojemnika makroskopowej wielkości (np. 10 cm) ta temperatura jest niezmiernie niska i nie ma większego znaczenia, ponieważ gaz z pewnością skropli się lub zestali się zanim tak niska temperatura zostanie osiągnięta. Dla każdego translacyjnego stopnia swobody gazu rzeczywistego można przyjmować, że jest klasyczny (stosują się do niego proste reguły mechaniki klasycznej) i posiada średnią energię (3/2)kT na cząsteczkę.
Następnymi do „rozmarzania” są rotacyjne stopnie swobody. W gazie dwuatomowym krytyczna temperatura dla tego przejścia to kilkadziesiąt kelwinów, chociaż przy bardzo lekkich cząsteczkach jak wodór rotacyjne poziomy energetyczne mogą być rozdzielone na tyle szeroko, że rotacyjna pojemność cieplna może nie „rozmarznąć”, aż do osiągnięcia stosunkowo wysokich temperatur. Ostatecznie, oscylacyjne stopnie swobody są na ogół ostatnimi, które „rozmarzają”. Na przykład dla dwuatomowych gazów, temperatura krytyczna dla ruchu oscylacyjnego wynosi zazwyczaj kilka tysięcy kelwinów, i tym samym, w naszym przykładzie dla azotu, w temperaturze pokojowej poziomy oscylacyjne nie będą wzbudzone, a stałoobjętościowa pojemność cieplna w tej temperaturze będzie wynosiła 5/2 R/mol, a nie 7/2 R/mol. Jak widać powyżej, przy pewnych niezwykle ciężkich gazach jak gazowy jod I2 czy gazowy brom Br2, pewna oscylacyjna pojemność cieplna może być zaobserwowana nawet w temperaturze pokojowej.
Należy zauważyć, że zakłada się, że atomy nie posiadają rotacyjnych czy wewnętrznych stopni swobody. W rzeczywistości jest to nieprawda. Na przykład elektrony atomu mogą istnieć w stanie wzbudzonym i nawet jądra atomowe mogą osiągać stany wzbudzone. Przyjmuje się, że każdy z tych wewnętrznych stopni swobody jest zmrożony ze względu na ich stosunkowo wysokie energie wzbudzenia. Niemniej jednak, dla wystarczająco wysokich temperatur, te stopnie swobody nie mogą być pomijane. W kilku wyjątkowych przypadkach, takich jak cząsteczkowe przejścia elektronowe są wystarczająco niskoenergetyczne, że wnoszą wkład do pojemności cieplnej w temperaturze pokojowej, a nawet w temperaturach kriogenicznych. Przykładem stopnia swobody przejścia elektronowego, który wnosi wkład do pojemności cieplnej w temperaturze pokojowej jest tlenek azotu(II) (NO), w którym pojedynczy elektron w cząsteczkowym orbitalu antywiążącym, wnosi wkład do pojemności cieplnej gazu nawet w temperaturze pokojowej.
Przykładem jądrowego przejścia magnetycznego stopnia swobody, które jest istotne dla pojemności cieplnej, jest przejście, które przekształca izomery spinowe wodoru (H2) z jednego stanu w drugi (przejścia pomiędzy stanami orto- i para-). W temperaturze pokojowej spiny protonu wodoru są symetryczne przez 75% czasu, co nazywane jest orto-wodorem. Stąd, pewna ilość energii została zmagazynowana w stopniu swobody, który jest możliwy kiedy parawodór (którego spiny są asymetryczne, tj. przeciwnie zorientowane) pochłania energię i zostaje przekształcony w formę orto- posiadającą wyższą energię. Jednakże w temperaturze ciekłego wodoru, nie ma dostatecznej ilości energii cieplnej by powstał ortowodór (tj. energia przejścia pomiędzy postaciami jest na tyle duża, że ulega „zmrożeniu” w tak niskiej temperaturze), zatem przeważa postać parawodoru. Pojemność cieplna przejścia jest wystarczająca by uwolnić dość ciepła, podczas gdy ortowodór przekształca się w mniej energetyczny parawodór, aby doprowadzić ciekły wodór do wrzenia i przeprowadzić go w stan gazowy, o ile to wydzielone ciepło nie zostanie usunięte wraz z katalizatorem po tym jak gaz został schłodzony i skondensowany. Przykład ten ilustruje fakt, że niektóre sposoby magazynowania ciepła mogą być w stałej równowadze z innymi substancjami, a ciepło pochłonięte lub wydzielone w takiej zmianie fazy może „dogonić” zmiany temperatury substancji, tylko po pewnym czasie. innymi słowy, ciepło wydzielone i pochłonięte w izomerycznym przejściu orto-para wnosi wkład w pojemność cieplną wodoru w skali długoterminowej, ale nie w krótkoterminowej. Te skale mogą również zależeć od obecności katalizatora.
Mniej egzotyczne przejścia fazowe mogą wnosić wkład do pojemności cieplnej substancji i układów, a także, jak (na przykład) kiedy woda jest przekształcana w tę i z powrotem ze stałej do ciekłej lub gazowej formy. Przejścia fazowe w całości magazynują energię cieplną w niszczeniu wiązań oddziaływań energii potencjalnej pomiędzy cząsteczkami substancji. Podobnie jak w przypadku wodoru, możliwe jest przeszkodzenie w przejściu fazowym, podczas gdy spada temperatura i przy braku katalizatora nie nadążają ze zmianami temperatury i stają się widoczne. Na przykład jest możliwe by przechłodzić ciekłą wodę poniżej punktu zamarzania i nie obserwować wydzielania ciepła kiedy woda zmienia się w lód, tak długo jak woda pozostaje ciekła. Ciepło to pojawia się natychmiast, gdy woda zamarza.

## Faza stała

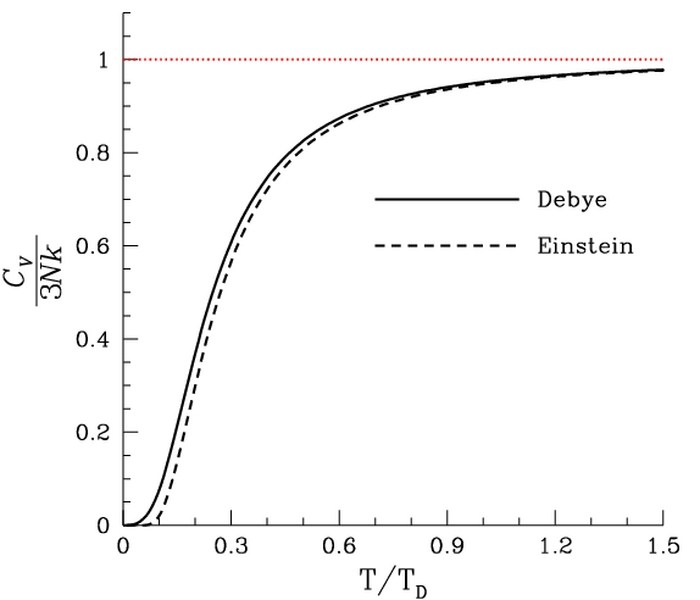
Porównanie bezwymiarowej pojemności cieplnej w modelu Debye’a i Einsteina. Czerwona linia odpowiada ograniczeniu prawa Dulonga-Petita

Dla materii w krystalicznej fazie stałej, prawo Dulonga-Petita, które zostało odkryte na drodze doświadczalnej, mówi, że molowe ciepło właściwe przyjmuje wartość 3 R. Rzeczywiście, dla pierwiastków metalicznych będących w stanie stałym w temperaturze pokojowej molowe ciepła właściwe są w zakresie od około 2,8 R do 3,4 R. Wyraźne wyjątki dotyczą ciał stałych składających się z lekkich, ciasno ułożonych atomów takich jak beryl, którego molowe ciepło właściwe przybiera wartość 2 R i diament o wartości 0,735 R. Drugi warunek dotyczący upakowania powoduje powstawanie dużych oscylacyjnych kwantowych odstępów energetycznych tak, że wiele modów drgań nie jest możliwych (są „zamrożone”) w temperaturze pokojowej.
Teoretyczna maksymalna pojemność cieplna dla większych, wieloatomowych gazów w wyższych temperaturach również zbliża się do granicy Dulonga-Petita 3 R, tak długo jak jest to liczone na mol atomów, a nie cząsteczek. Powodem tego jest to, że gazy o bardzo dużych cząsteczkach, w teorii posiadają niemal taką samą wysokotemperaturową pojemność cieplną jak ciała stałe, jedynie nie posiadając (małego) wkładu pojemności cieplnej, który pochodzi od energii potencjalnej, która nie może być magazynowana pomiędzy rozdzielonymi cząsteczkami gazu.
Ograniczenie Dulonga-Petita wynika z zasady ekwipartycji, i jako takie jest ważne tylko w granicach continuum mikrostanowego, które ma ograniczenie wysokich temperatur. Dla lekkich i niemetalicznych pierwiastków, jak również dla większości powszechnych ciał stałych opartych na związkach węgla w temperaturze pokojowej, efekty kwantowe mogą również odgrywać znaczącą rolę, tak jak dzieje się to w gazach wieloatomowych. Efekty te zazwyczaj łączą się dając pojemności cieplne mniejsze niż 3 R na mol atomów ciała stałego, chociaż w ciałach stałych zbudowanych z cząsteczek, pojemności cieplne liczone na mol cząsteczek mogą być większe od 3 R. Na przykład pojemność cieplna wody w postaci lodu w punkcie topnienia jest większa niż 4,6 R na mol cząsteczek, ale tylko 1,5 na mol atomów. Wartość „na atom” mniejsza niż 3 R (jak w przypadku berylu i diamentu) wynika z „zamarzania” możliwych modów oscylacyjnych dla lekkich atomów w odpowiednio niskich temperaturach, podobnie jak dla wielu gazów o niskiej masie atomowej znajdujących się w temperaturze pokojowej. Ze względu na dużą energię wiązania w kryształach te efekty są częściej obserwowane w ciałach stałych niż w cieczach; na przykład pojemność cieplna ciekłej wody jest dwa razy wyższa niż dla lodu w pobliżu tej samej temperatury, i ponownie jest w pobliżu maksymalnej teoretycznej granicy Dulonga-Petita 3 R na mol atomów.
Dla nowocześniejszej i bardziej dokładnej analizy pojemności cieplnej ciał stałych, szczególnie w niskich temperaturach, staje się przydatne pojęcie fononów (patrz model Debye’a).
Ciepła właściwe substancji amorficznych posiadają charakterystyczne nieciągłości w temperaturze zeszklenia z powodu przegrupowania jakie następuje w układzie atomów. Te nieciągłości są często używane do wykrywania temperatury zeszklenia, kiedy schładza ciecz przekształca się w szkło.

## Tabela pojemności cieplnych
Należy pamiętać, że szczególnie wysokie wartości, jak dla parafiny, wody i amoniaku wynikają z obliczania pojemności cieplnych wyrażonych na mol cząsteczek. Jeśli ciepło właściwe tych substancji jest wyrażone w molach atomów o kilka stałoobjętościowych wartości przekracza teoretyczną granicę Dulonga-Petita 25 J/(mol·K) = 3 R na mol atomów.
| Substancja                            | Stan skupienia | cp J·g−1·K−1 | Cp,m J·mol−1·K−1 | Cv,m J·mol−1·K−1 | Objętościowa pojemność cieplna J·cm−3·K−1 |
| ------------------------------------- | -------------- | ------------ | ---------------- | ---------------- | ----------------------------------------- |
| Powietrze (poziom morza, suche, 0 °C) | gaz            | 1,0035       | 29,07            | 20,7643          | 0,001297                                  |
| Powietrze (typowe warunki pokojowe)   | gaz            | 1,012        | 29,19            | 20,85            | 0,001211                                  |
| Glin                                  | ciało stałe    | 0,897        | 24,2             |                  | 2,422                                     |
| Amoniak                               | ciecz          | 4,700        | 80,08            |                  | 3,263                                     |
| Tkanka zwierzęca                      | mieszany       | 3,5          | –                |                  | 3,7*                                      |
| Antymon                               | ciało stałe    | 0,207        | 25,2             |                  | 1,386                                     |
| Argon                                 | gaz            | 0,5203       | 20,7862          | 12,4717          |                                           |
| Arsen                                 | ciało stałe    | 0,328        | 24,6             |                  | 1,878                                     |
| Beryl                                 | ciało stałe    | 1,82         | 16,4             |                  | 3,367                                     |
| Bizmut                                | ciało stałe    | 0,123        | 25,7             |                  | 1,20                                      |
| Kadm                                  | ciało stałe    | 0,231        | –                |                  | –                                         |
| Dwutlenek węgla CO2                   | gaz            | 0,839*       | 36,94            | 28,46            |                                           |
| Chrom                                 | ciało stałe    | 0,449        | –                |                  | –                                         |
| Miedź                                 | ciało stałe    | 0,385        | 24,47            |                  | 3,45                                      |
| Diament                               | ciało stałe    | 0,5091       | 6,115            |                  | 1,782                                     |
| Etanol                                | ciecz          | 2,44         | 112              |                  | 1,925                                     |
| Benzyna                               | ciecz          | 2,22         | 228              |                  | 1,64                                      |
| Szkło                                 | ciało stałe    | 0,84         |                  |                  |                                           |
| Złoto                                 | ciało stałe    | 0,129        | 25,42            |                  | 2,492                                     |
| Granit                                | ciało stałe    | 0,790        |                  |                  | 2,17                                      |
| Grafit                                | ciało stałe    | 0,710        | 8,53             |                  | 1,534                                     |
| Hel                                   | gaz            | 5,1932       | 20,7862          | 12,4717          |                                           |
| Wodór                                 | gaz            | 14,30        | 28,82            |                  |                                           |
| Siarkowodór H2S                       | gaz            | 1,015*       | 34,60            |                  |                                           |
| Żelazo                                | ciało stałe    | 0,450        | 25,1             |                  | 3,537                                     |
| Ołów                                  | ciało stałe    | 0,129        | 26,4             |                  | 1,44                                      |
| Lit                                   | ciało stałe    | 3,58         | 24,8             |                  | 1,912                                     |
| Lit w 181 °C                          | ciecz          | 4,379        | 30,33            |                  | 2,242                                     |
| Magnez                                | ciało stałe    | 1,02         | 24,9             |                  | 1,773                                     |
| Rtęć                                  | ciecz          | 0,1395       | 27,98            |                  | 1,888                                     |
| Metan w 2 °C                          | gaz            | 2,191        |                  |                  |                                           |
| Metanol                               | ciecz          | 2,597        | –                |                  | –                                         |
| Azot                                  | gaz            | 1,040        | 29,12            | 20,8             |                                           |
| Neon                                  | gaz            | 1,0301       | 20,7862          | 12,4717          |                                           |
| Tlen                                  | gaz            | 0,918        | 29,38            |                  |                                           |
| Parafina                              | ciało stałe    | 2,5          | 900              |                  | 2,325                                     |
| Polietylen                            | ciało stałe    | 2,3027       |                  |                  |                                           |
| Polietylen                            | ciecz          | 2,9308       |                  |                  |                                           |
| Krzemionka                            | ciało stałe    | 0,703        | 42,2             |                  | 1,547                                     |
| Srebro                                | ciało stałe    | 0,233        | 24,9             |                  | 2,44                                      |
| Sód                                   | ciało stałe    | 1,230        | –                |                  | –                                         |
| Cyna                                  | ciało stałe    | 0,227        | –                |                  | –                                         |
| Tytan                                 | ciało stałe    | 0,523        | –                |                  | –                                         |
| Wolfram                               | ciało stałe    | 0,134        | 24,8             |                  | 2,58                                      |
| Uran                                  | ciało stałe    | 0,116        | 27,7             |                  | 2,216                                     |
| Woda w 100 °C (para)                  | gaz            | 2,080        | 37,47            | 28,03            |                                           |
| Woda w 25 °C                          | ciecz          | 4,1813       | 75,327           | 74,53            | 4,1796                                    |
| Woda w 100 °C                         | ciecz          | 4,1813       | 75,327           | 74,53            | 4,2160                                    |
| Woda w −10 °C (lód)                   | ciało stałe    | 2,11         | 38,09            |                  | 1,938                                     |
| Cynk                                  | ciało stałe    | 0,387        | 25,2             |                  | 2,76                                      |
| Substancja                            | Stan skupienia | Cp J/(g·K)   | Cp,m J/(mol·K)   | Cv,m J/(mol·K)   | Objętościowa pojemność cieplna J/(cm3·K)  |

### Ciepła właściwe materiałów budowlanych
| Substancja   | cp J/(g·K)       |
| ------------ | ---------------- |
| Asfalt       | 0,920            |
| Cegła        | 0,840            |
| Cement       | 0,880            |
| Szkło        | 0,840            |
| Crown        | 0,670            |
| Flint        | 0,503            |
| Pyrex        | 0,753            |
| Granit       | 0,790            |
| Gips         | 1,090            |
| Marmur, mika | 0,880            |
| Piasek       | 0,835            |
| Gleba        | 0,800            |
| Drewno       | 1,7 (1,2 do 2,3) |
| Substancja   | cp J/(g·K)       |